# Peter Zeidler
Peter Zeidler (Schwäbisch Gmünd, 8 augustus 1962) is een Duits voetbalcoach.

## Carrière
Zeidler's trainersloopbaan begon in de jeugdafdeling van VfB Stuttgart, waar hij van 1984 tot 1993 werkzaam was. Na stages als speler-coach bij SV 03 Tübingen en TSV Böbingen, werd hij co-trainer bij VfB Stuttgart. Van daaruit verhuisde hij naar VfR Aalen als co-trainer, waar hij van 2002 tot 2004 ook hoofdtrainer was. Van 2005 tot 2007 was Zeidler coach van het tweede elftal van 1. FC Nürnberg.
Na een korte onderbreking bij Stuttgarter Kickers werd hij van 2008 tot 2011 co-trainer bij TSG 1899 Hoffenheim onder coach Ralf Rangnick. Na een jaar in Frankrijk bij Tours FC in Ligue 2, bracht Rangnick, die intussen als sportdirecteur naar FC Red Bull Salzburg was overgestapt, hem naar het pas opgerichte FC Liefering, de samenwerkingspartner van Salzburg. Met de club werd Zeidler onmiddellijk kampioen van de Regionalliga West (3e niveau) en promoveerde naar het tweede niveau van de Erste Liga na het winnen van de degradatie tegen LASK Linz.
Op 22 juni 2015 volgde Zeidler Adi Hütter op als hoofdtrainer bij FC Red Bull Salzburg. Op 3 december 2015 werd hij voor de laatste twee wedstrijden van het halve seizoen vervangen door Thomas Letsch, waarna Oscar Garcia het stokje overnam. 
Op 22 augustus 2016 werd Zeidler gepresenteerd als de nieuwe trainer van FC Sion. Daar werd hij eind april 2017 weer ontslagen. Al in juli 2017 werd hij aangenomen als hoofdtrainer door FC Sochaux in Ligue 2 in Frankrijk, voordat hij terugkeerde naar Zwitserland om bij FC St. Gallen aan de slag te gaan voor het seizoen 2018/19.

## Erelijst
- FC Liefering
  - Regionalliga (Oostenrijk): 2013

1 Ati Zigi ·
3 Nuhu ·
4 Stanić ·
5 Ambrosius ·
7 Witzig ·
8 Quintillà ·
9 Geubbels ·
10 Akolo ·
11 Cissé ·
13 Karlen ·
14 Yannick ·
15 Diaby ·
16 Görtler  ·
18 Mambimbi ·
19 Daschner ·
20 Vallçi ·
22 Faber ·
23 Fazliji ·
24 Toma ·
25 Watkowiak ·
28 Vandermersch ·
33 Nsame ·
35 Dumrath ·
36 Okoroji ·
47 Owusu ·
63 Konietzke ·
64 Stevanović ·
70 Probst ·
77 Csoboth ·
Coach: Maaßen